# Adelphi (Ohio)
Adelphi falu az Amerikai Egyesült Államokban, Ohio államban, Ross megyében.

## Demográfiai adatok
A 2000. évi népszámlálási adatok szerint Adelphi lakónépessége 371 fő. Adelphiben 156 háztartás található, és 111 család él a településen. Adelphi népsűrűsége 530 fő/km². Adelphi 176 házzal rendelkezik, sűrűsége 251 lakás/km². Adelphi lakónépességének 96,23%-a fehér, 2,96%-a afroamerikai és 0,81%-a két vagy több rasszba tartozik.

## Nevezetes személyek
- Itt élt John Purdue, híres iparos üzletember